# 디드로 효과
디드로 효과(Diderot effect)는 문화적으로 연결이 강하다고 여겨지는 소비재에 관한 사회현상을 일컫는 말이다. 백과전서파의 대표적 인물인 프랑스의 학자 드니 디드로의 저술에 가장 먼저 나타났으며 이후 소비 패턴을 연구하는 인류학자 그랜트 맥크래켄의 1988년 연구 "문화와 소비"에서 소개되었다.
디드로 효과는 "디드로 통일성" 혹은 "제품간 연결성"이라고 불리는 물체간의 상호작용의 결과가 소비자에게 느껴지는 사회현상이다. 디드로 통일성은 어떤하나가 다른 하나와 문화적 연결성을 가지고 묶음으로서 어울리는 경향이다. 예를 들어 어떤 복장, 가구, 자동차등등에서 나타난다. 맥크레켄은 소비자가 이러한 연결성을 통해 자신의 주변환경을 구축해나가는 방향으로 사회적 활동 특히 소비활동을 하는 것으로 보았다.
이러한 효과에 대한 이야기는 디드로의 저술인 "나의 오래된 가운을 버림으로 인한 후회"라는 에세이에서 처음으로 설명되었는데 그는 여기서 어느 친구가 선물한 우아하고 멋진 붉은 색의 겉옷이 옛날 가운을 대체하면서 여기에 어울리는 책상으로 바꾸게 되고 그 다음에는 벽걸이 결국에는 모든 가구와 인테리어가 그 붉은 겉옷에 어울리게 끔 바뀌게 된 일화를 소개하였다.

## 같이 보기
- 유도된 수요

## 참조
- 디드로 딜레마 (앨리슨 헤인스 저, 정나리아 역)
- McCracken, Grant Culture and Consumption: New Approaches to the Symbolic Character of Consumer Goods and Activities. Indiana University Press, Bloomington and Indianapolis, 1988 ISBN 0-253-31526-3; pp. 118–129
- Pantzar, Mika "Domestication of Everyday Life Technology: Dynamic Views on the Social Histories of Artifacts" in Design Issues, Vol. 13, No. 3 (Autumn, 1997), pp. 52–65